# Луговая, Ирина Николаевна
Луговая Ирина Николаевна (род. 4 апреля 1974, Серпухов, Московская область) — российская спортсменка, семикратная чемпионка мира по пауэрлифтингу.

## Биография
- 1993 Кандидат в мастера спорта
- 1994 Мастер спорта
- 1995 Мастер спорта международного класса

Выступает с 1995 года. В юниорской сборной три раза выиграла чемпионат Европы и два раза чемпионат мира. После небольшого перерыва выиграла чемпионат мира и Европы по жиму лежа. В 2000 году выиграла чемпионат России и чемпионат мира. Затем выигрывала чемпионаты мира в 2001, 2002, 2003, 2004 и 2007 годах. Фильмография -"Идеальная пара" (2001).
Первый тренер — Владимир Николаевич Андрюхин. Нынешний тренер — Владимир Валиахметов.